# Lutherrose

Die Lutherrose

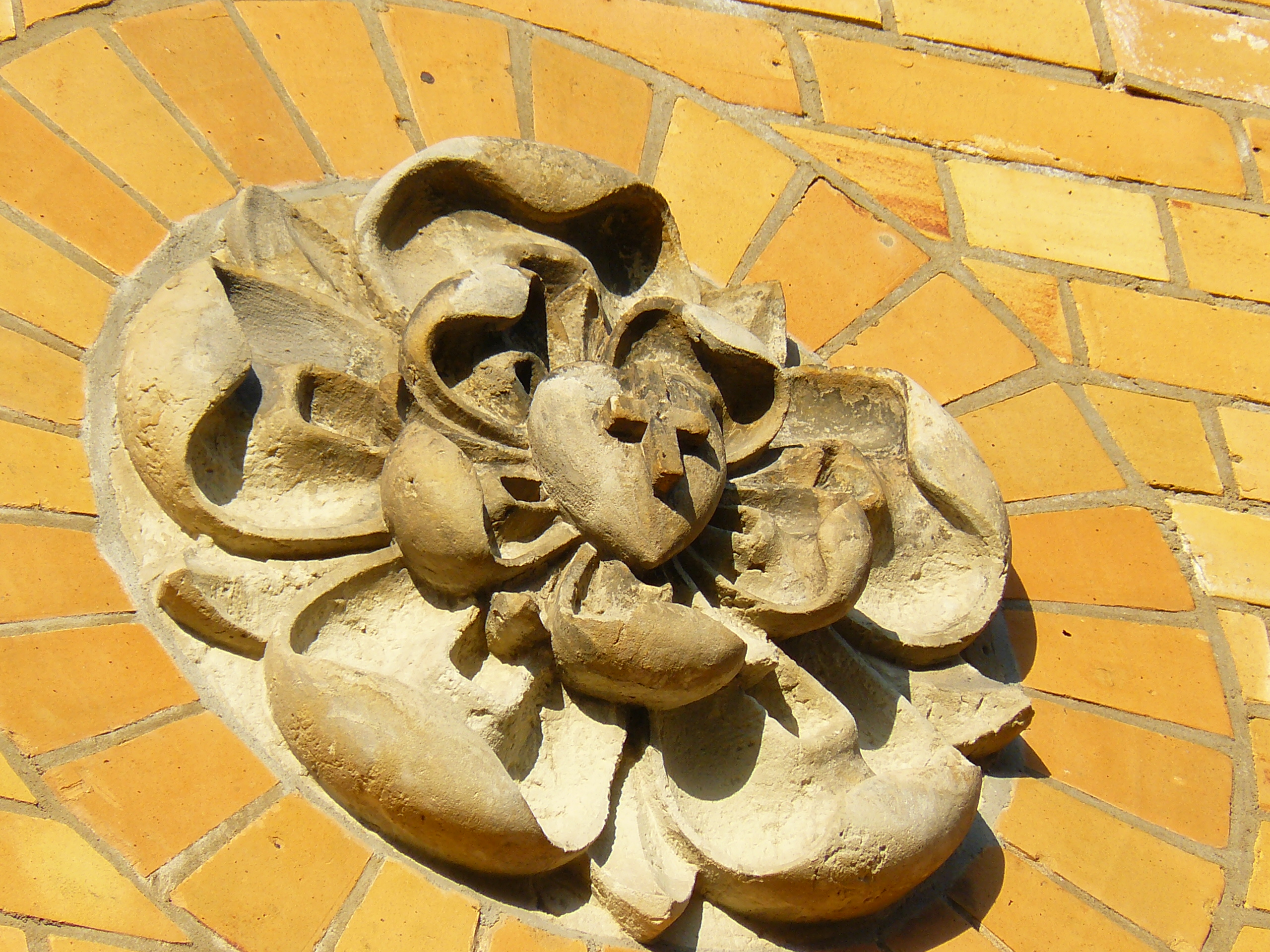
Darstellung an der Friedenskirche in Leipzig

Die Lutherrose
Ein Symbol der evangelisch-lutherischen Kirchen – Abmessungen 15 × 15 mm – 1997
in Muzeum Miniaturowej Sztuki Profesjonalnej Henryk Jan Dominiak w Tychach

Die Lutherrose ist ein Symbol der evangelisch-lutherischen Kirchen. Sie wurde 1524 als Schutzmarke von Martin Luther entwickelt, die als Holzschnitt zu von ihm genehmigten Publikationen hinzugefügt wurde. Nach 1524 wurde daraus ein persönliches Siegel, das Martin Luther ab dem Spätsommer 1530 für seinen Briefverkehr verwendete. Das Vorbild für dieses Siegel findet sich im Löwen- und Papageien-Fenster der Kirche des Augustinerklosters zu Erfurt, in dem Martin Luther von 1505 bis 1512 als Augustinermönch lebte.
In Form eines goldenen Siegelrings wurde die Lutherrose im Sommer 1530 im Auftrag des Kurprinzen und späteren Kurfürsten von Sachsen, Johann Friedrich des Großmütigen, für Luther in einer Augsburger Goldschmiede angefertigt, als dieser sich während des am 20. Juni 1530 beginnenden Reichstags zu Augsburg aus Sicherheitsgründen in der zum wettinischen Teil Frankens gehörenden Veste Coburg aufhielt. Auf der Rückreise vom Reichstag nach Kursachsen überreichte der Kurprinz Luther den kostbaren Siegelring am 14. September 1530 in Anerkennung für dessen herausragende Dienste als Geschenk. Luther freute sich sehr über diese Geste des Kurprinzen, obwohl der über dem Handschuh zu tragende Ring für Luthers Hand zu groß geraten war. Lazarus Spengler schickte Luther eine Zeichnung des Siegelrings zu. Der berühmte kursächsische Hofmaler Lucas Cranach der Ältere verwendete die Lutherrose in den Folgejahren in zahlreichen Darstellungen und half so, sie als Symbol für Luthers reformatorische Christus- und Gnadentheologie weithin bekannt zu machen.
Am 15. September 1530 teilte Luther Philipp Melanchthon mit, dass Prinz Johann Friedrich ihn in der Veste Coburg besucht und ihm einen Siegelring geschenkt habe.

## Vor 1530 von Luther verwendete Symbole
1519 veröffentlichte Wolfgang Stöckel in Leipzig eine Rede von Luther mit einem Holzschnitt des Reformators, dem ersten von ihm überlieferten Bild. Seitdem war eine einfache Rose Luthers Zeichen. Auf seinem Doktorring war ein herzförmiger Schild dargestellt, Symbol des Heiligen Geistes.

## Luthers Interpretation des Siegels

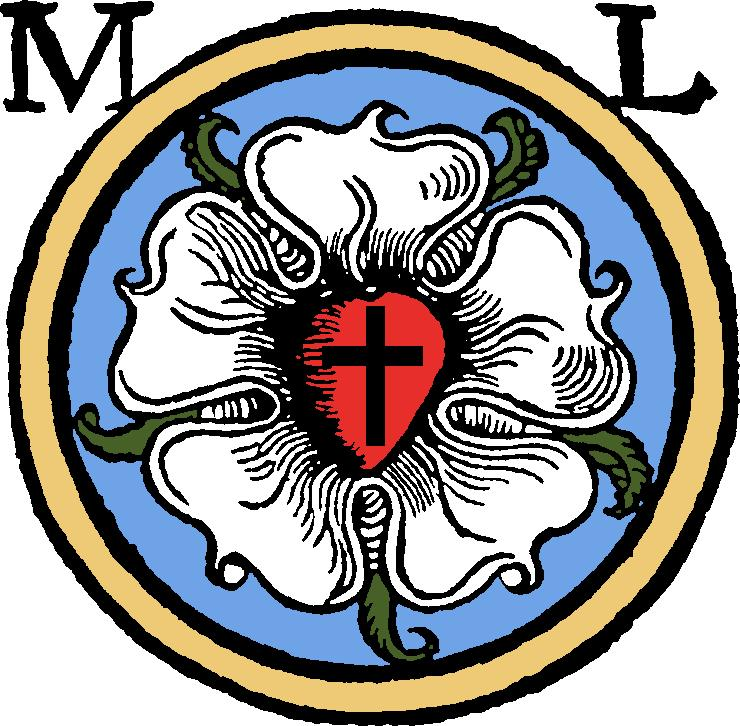

In einem Brief vom 8. Juli 1530 schrieb Luther an Lazarus Spengler, die Lutherrose sei „ein Merkzeichen“ seiner Theologie:

„Das erst sollt ein Kreuz sein, schwarz im Herzen, das seine natürliche Farbe hätte, damit ich mir selbst Erinnerung gäbe, daß der Glaube an den Gekreuzigten uns selig machet. Denn so man von Herzen glaubt, wird man gerecht. Ob’s nun wohl ein schwarz Kreuz ist, mortifizieret und soll auch wehe tun, dennoch läßt es das Herz in seiner Farbe, verderbt die Natur nicht, das ist, es tötet nicht, sondern erhält lebendig … Solch Herz aber soll mitten in einer weißen Rosen stehen, anzuzeigen, daß der Glaube Freude, Trost und Friede gibt, darum soll die Rose weiß und nicht rot sein; denn weiße Farbe ist der Geister und aller Engel Farbe. Solche Rose stehet im himmelfarben Felde, daß solche Freude im Geist und Glauben ein Anfang ist der himmlische Freude zukünftig, jetzt wohl schon drinnen begriffen und durch Hoffnung gefasset, aber noch nicht offenbar. Und in solch Feld einen goldenen Ring, daß solch Seligkeit im Himmel ewig währet und kein Ende hat und auch köstlich über alle Freude und Güter, wie das Gold das höchste, köstlichste Erz ist.“

## Wappenverwendung
Die Lutherrose wird in vielen Wappen verwendet, woraus aber nicht geschlossen werden kann, dass Luther sich an diesen Orten aufgehalten hat. Die Rose ist in der Heraldik eine gemeine Figur.
In der Herrschaft zu Solms-Baruth führte die Familie als Herrschaft Wildenfels die Lutherrose. Der Ring Evangelischer Gemeindepfadfinder nutzt die Lutherrose als Verbandsabzeichen. Darüber hinaus ist die Lutherrose Symbol von evangelisch-lutherischen Kirchen und Einrichtungen weltweit.

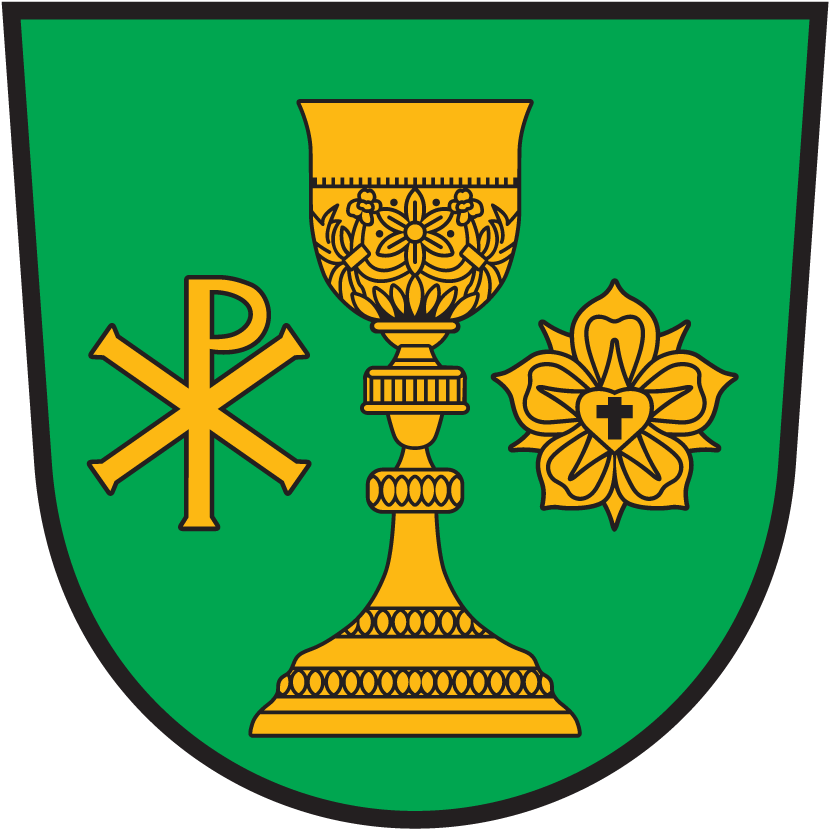
Arriach
Kirchberg-Thening
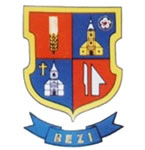
Bezi (Ungarn)
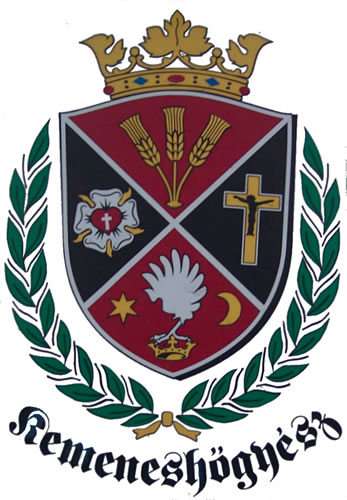
Kemeneshőgyész (Ungarn)
Kötcse (Ungarn)
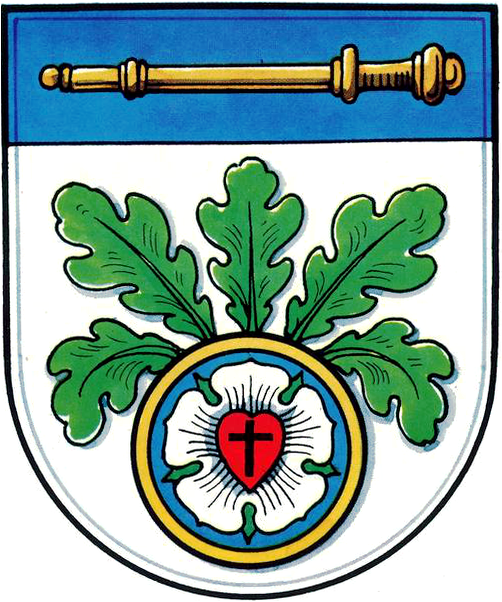
Langenholtensen
Mórichida (Ungarn)
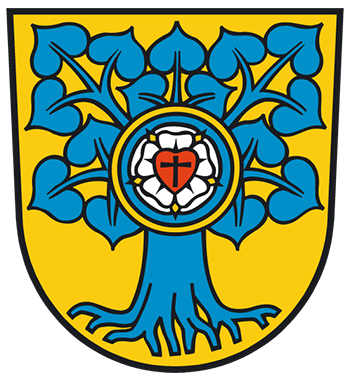
Möhra
Neuendettelsau
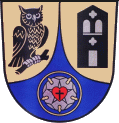
Nohra
Rodgau
Rodgau-Dudenhofen (Stadtteil)
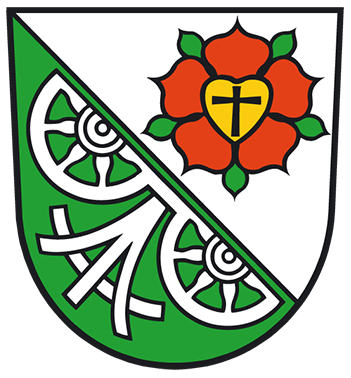
Sünna
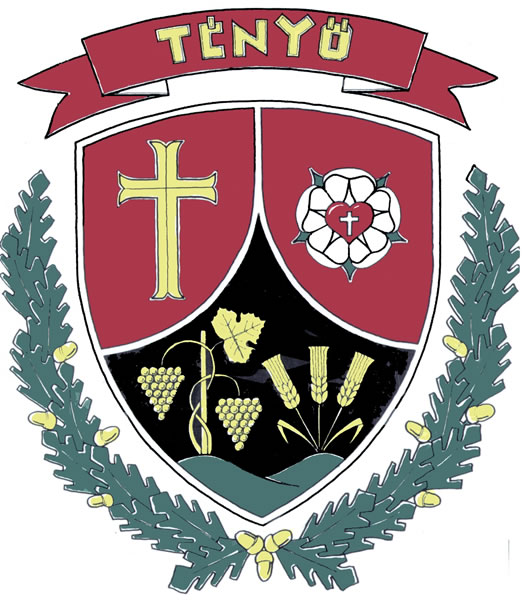
Tényő (Ungarn)
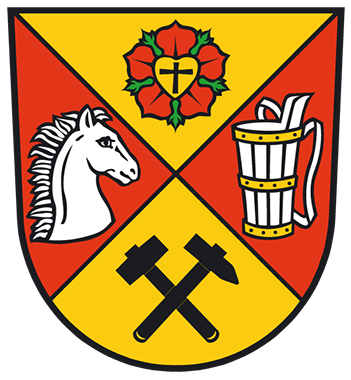
Unterbreizbach
Wain
Rüschlikon

Verbreitet ist die Lutherrose auch in den Wappen weiterer ungarischer Gemeinden, wie zum Beispiel im Wappen von Dunaegyháza, Kajárpéc, Kemeneshőgyész und Malomsok.
Zum 500. Reformationsjubiläum 2017 gab die Bundesrepublik Deutschland eine 50-Euro-Goldmünze heraus. Auf der Vorderseite ist die Lutherrose dargestellt. In der Begründung der Jury heißt es: „Die Lutherrose als wichtiges Symbol für Martin Luthers Theologie und damit für die Bedeutung der Reformation wird auf dieser Münze in überzeugender Weise dargestellt.“

## Preis
Die Internationale Martin Luther Stiftung zeichnet mit der Luther-Rose jährlich Persönlichkeiten aus, die „die reformatorische Tradition von Freiheit und Verantwortung für das Gemeinwohl eingesetzt haben“. Erster Preisträger war 2008 der Unternehmer Heinz-Horst Deichmann. Auch die EU-Kommissarin Margarethe Vestager oder der Altbundespräsident Joachim Gauck waren bereits Preisträger.

## Sonstiges

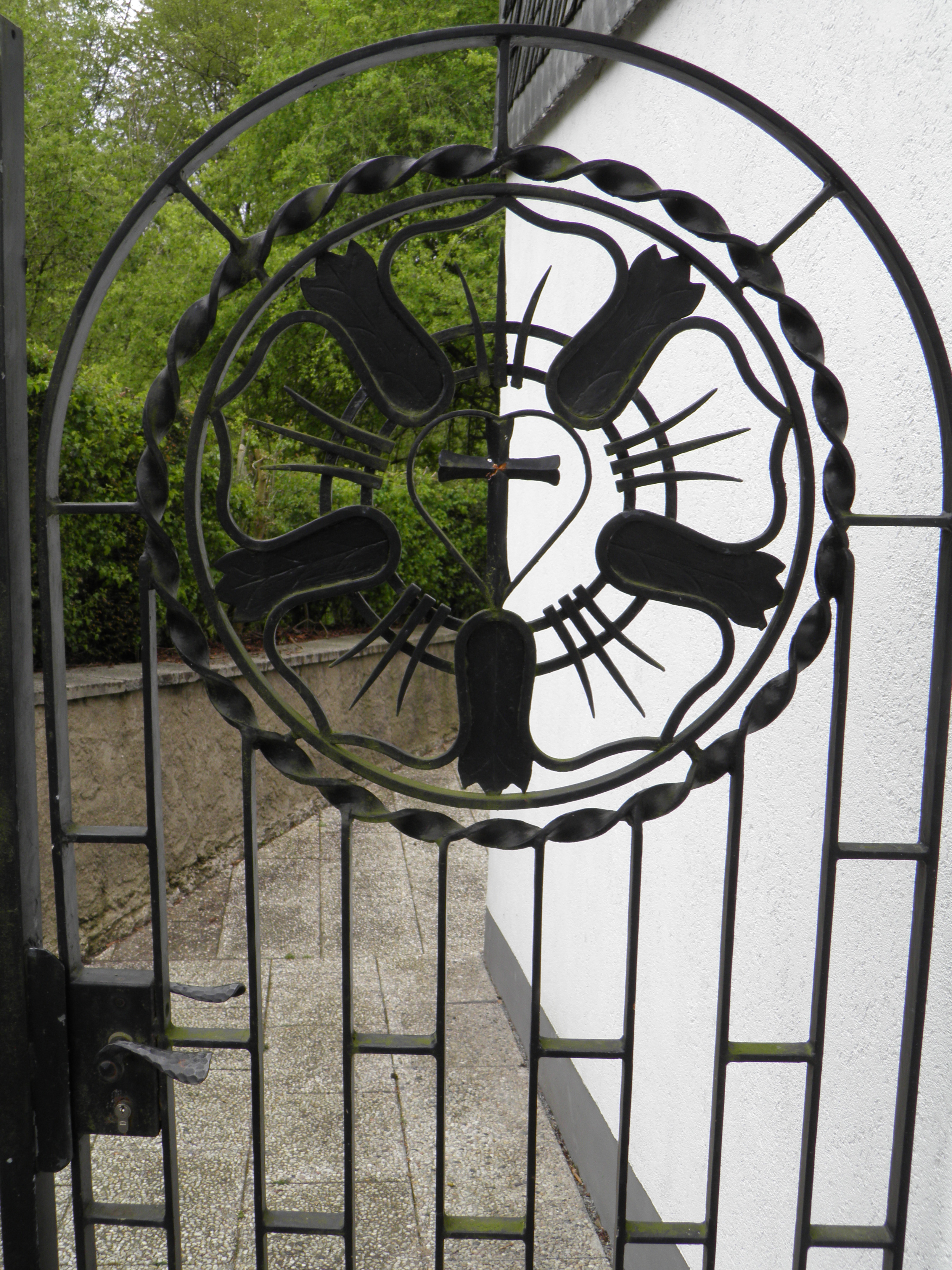
Gartentor zum Kirchgarten Goldenberg mit Luther-Rose

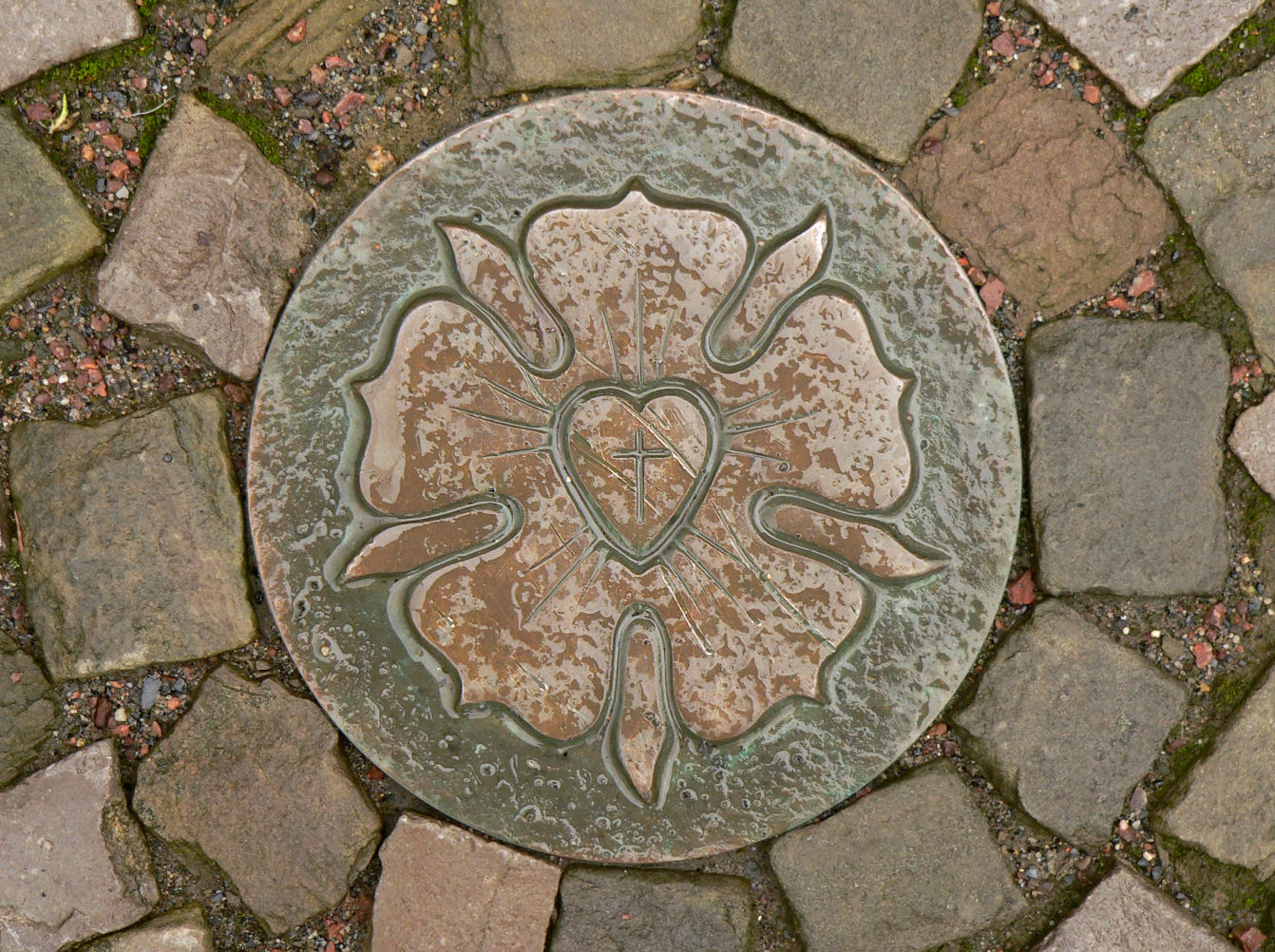
Lutherrose im Bodenpflaster in Eisleben

Die Lutheriden-Vereinigung, der Verein der Verwandtschaft Martin Luthers, verwendet die Lutherrose als Vereinssymbol.
Zur Erinnerung an die Einführung der Reformation im Kirchspiel (Unna-) Lünern vor 450 Jahren, „eine der ersten Kirchen mit lutherischem Bekenntnis im Lande“, pflanzte die Umweltgruppe der Gemeinde am 1. Advent 1995 gegenüber dem Eingang ihrer mittelalterlichen Kirche eine „Luther-Rose“. Ein Schild an dieser Kirche neben dem inzwischen mächtig gewordenen Strauch informiert hierüber. Bei der Rose, die an meist überhängenden biegsamen Jahrestrieben eine Fülle von weißen Blüten hervorbringt und die auf Rat des Deutschen Rosariums in Dortmund ausgewählt wurde, handelt es sich um die Sorte „Paul’s Himalayan Musk Rambler“.
In Sachsen und Umkreis gibt es mit dem Reformationsbrötchen ein Gebäck, welches der Lutherrose nachempfunden ist. Es ist immer im Zeitraum vor dem Reformationstag in Konditoreien erhältlich.
Nahe der Kirche im Remscheider Stadtteil Goldenberg wurde 1954 eine Lutherrose am kunstgeschmiedeten Gartentor angebracht.
Die Evangelische Jungenschaft Horte hat am Allenspacher Hof eine Lutherrose angebracht.
2012 wurden in der Marktkirche Wiesbaden aus Anlass des 150. Kirchenjubiläums drei Fenster des Künstlers Karl-Martin Hartmann eingeweiht. Eines der Fenster zeigt eine rote Rose vor grünen Blättern und soll an die Lutherrose als Symbol für Luther erinnern.